# Manlio Giovanni Brosio

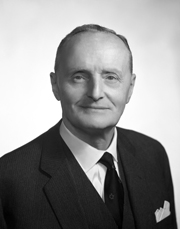
Manlio Giovanni Brosio

Manlio Giovanni Brosio (* 10. Juli 1897 in Turin; † 14. März 1980 ebenda) war ein italienischer Politiker (PLI) und Diplomat. Er war Botschafter Italiens in der Sowjetunion (1946–51), Großbritannien (1952–54), den USA (1955–61) und Frankreich (1961–64) sowie von 1964 bis 1971 NATO-Generalsekretär. Von 1972 bis 1976 war Brosio Fraktionsvorsitzender der PLI im italienischen Senat.

## Werdegang
Im Ersten Weltkrieg war Brosio Offizier der Alpini (Gebirgsjäger), wurde mit der Tapferkeitsmedaille und dem Kriegsverdienstkreuz (Croce di Guerra) ausgezeichnet. Nach dem Krieg setzte er sein unterbrochenes Jurastudium an der Universität Turin fort, das er 1920 abschloss. Er trat der Liberalen Partei (PLI) bei und war unter Piero Gobetti Mitarbeiter der Wochenzeitung La Rivoluzione liberale. Dort veröffentlichte er Artikel gegen die Faschisten unter Benito Mussolini, die 1922 die Macht ergriffen.
Nach einer Verwarnung 1927 enthielt sich Brosio der direkten politischen Aktivität und arbeitete als Anwalt. Er stand aber im Kontakt mit liberalen Antifaschisten wie Benedetto Croce und Luigi Einaudi. Als nach der Absetzung Mussolinis und dem Waffenstillstand von Cassibile im September 1943 die deutsche Wehrmacht Nord- und Mittelitalien besetzte und einen faschistischen Marionettenstaat errichtete, schloss sich Brosio der Resistenza an. Als Vertreter der PLI gehörte er dem militärischen Rat des Comitato di Liberazione Nazionale (CLN) an. Von Juli bis Dezember 1944 war er Generalsekretär der PLI. 
Als Minister ohne Geschäftsbereich wurde Brosio am 12. Dezember 1944 in die Regierung von Ivanoe Bonomi berufen. Nach Kriegsende war er von Juni bis Dezember 1945 stellvertretender Ministerpräsident unter Ferruccio Parri. Vom 10. Dezember 1945 bis 13. Juli 1946 war er der letzte Kriegsminister des Königreichs Italien unter Ministerpräsident Alcide De Gasperi. Im Gegensatz zur offiziellen Linie der PLI, die sich für die Beibehaltung der Monarchie aussprach, war Brosio ein Anhänger der Republik, die sich beim Referendum im Juni 1946 durchsetzte.
Statt einer parteipolitischen Karriere verfolgte Brosio in den folgenden Jahren eine diplomatische. Im Dezember 1946 wurde er als italienischer Botschafter in die Sowjetunion entsandt, wo er ein Handelsabkommen zwischen den beiden Staaten aushandelte. 1948/49 sprach er sich gegen einen Beitritt Italiens zur NATO und für die militärische Neutralität seines Landes aus. Im Januar 1952 wechselte er auf den Botschafterposten in London, wo er 1954 für Italien das Memorandum über die Aufteilung des Freien Territoriums Triest zwischen Italien und Jugoslawien unterzeichnete. Es folgten Stationen als Botschafter in Washington, D.C. (1955–1961) und Paris (1961–1964).
Aus Sicht des italienischen Botschafters Manlio Brosio war das Ziel der Sowjetunion, welches sie mit Gründung der DDR verfolgten, eine Integration Deutschlands in den westlichen Block zu verhindern. In seinen Augen waren die Rechtfertigungen der UdSSR für die Gründung des ostdeutschen Staates – Wahlen in Westdeutschland und die Errichtung der Regierung in Bonn – wenig stichhaltig. Die Gründung der DDR stellte aus seiner Sicht lediglich eine Aktionsplattform für die Zukunft dar. Auch sollte die DDR die Funktion eines sozialistischen Bollwerks übernehmen, die vorher Jugoslawien innegehabt hatte. Obwohl er der DDR den selbsterhobenen antifaschistischen Charakter absprach, begrüßte Brosio in gewisser Weise ihre Gründung, da er eine Wiedervereinigung mit einem gefährlichen Erstarkens Deutschlands gleichsetzte.
Vom 1. August 1964 bis 1971 war Brosio Generalsekretär der NATO in Brüssel. Sein Vorgänger, der Niederländer Dirk Uipko Stikker, war aus Gesundheitsgründen von seinem Amt zurückgetreten. Bereits 1961 hatte Brosio für die Nachfolge von Paul-Henri Spaak kandidiert, unterlag jedoch. Als NATO-Generalsekretär bewies er sein diplomatisches Geschick während der Belastungsprobe der NATO durch den Austritt Frankreichs aus der militärischen Bündnisstruktur. Der Einmarsch der sowjetischen Truppen in die Tschechoslowakei 1968 war für Brosio ein Beleg für eine angemessene Verteidigung des Westens. Parallel dazu wollte er auf eine Entspannungspolitik nicht verzichten.
Nach dem Ende seiner Amtszeit als NATO-Generalsekretär kehrte Brosio 1972 zu seiner früheren Partei PLI zurück und wurde als Vertreter der Region Piemont in den italienischen Senat gewählt. Dort gehörte er zunächst dem außenpolitischen, dann dem Haushalts- und dem Finanzausschuss an und war von Juli 1972 bis zu seinem Ausscheiden im Juli 1976 Vorsitzender der PLI-Fraktion. Bei der Parlamentswahl 1976 erlitt die PLI starke Verluste, Brosio verlor seinen Sitz im Senat und zog sich aus der aktiven Politik zurück.

## Auszeichnungen
Am 19. Mai 1971 wurde Brosio der isländische Falkenorden (Großkreuz) verliehen.